# حمال باشي
حمّال باشي هو سفينة شراعية كويتية متوسطة الحجم استخدمت للنقل الساحلي، و خاصة نقل المواد الأولية مثل الصخور و الأخشاب و المواد الإستهلاكية من الموانئ القريبة أو البواخر الراسية بعداً عن الميناء. صنع حمال باشي في ثلاثينيات القرن العشرين نتيجة لزيادة البضائع القادمة للكويت عن طريق البواخر و عدم قدرة التشالة مواكبة زيادة الحمولة، فتم صنع حمال باشي الأكبر حجماً.
برزت أهمية حمال باشي عام 1935 عند تأسيس شركة النقل و التنزيل (عرفت محلياً بشركة حمال باشي) حيث امتلكت هذه الشركة العديد من هذه السفن التي سخرتها لنقل البضائع من البواخر إلى الميناء.

## التصميم
يشابه حمال باشي البوم و التشالة في شكله الخارجي، حيث له مقدمة و مؤخرة مدببتان. و يشابه التشالة حيث له سطح صغير في المؤخرة مع ترك وسط السفينة مكشوفاً. حمال باشي أكبر حجماً من التشالة، يقدر طول قاعدته ب60 قدماً، و يزود بصارية واحدة.